# Stamford (villa)
Stamford es una villa ubicada en el condado de Delaware en el estado estadounidense de Nueva York. En el año 2000 tenía una población de 1,265 habitantes y una densidad poblacional de 368 personas por km².

## Geografía
Stamford se encuentra ubicado en las coordenadas 42°24′42″N 74°37′8″O / 42.41167, -74.61889.

## Demografía
Según la Oficina del Censo en 2000 los ingresos medios por hogar en la localidad eran de $30,664, y los ingresos medios por familia eran $38,864. Los hombres tenían unos ingresos medios de $27,500 frente a los $21,607 para las mujeres. La renta per cápita para la localidad era de $18,012. Alrededor del 15.2% de la población estaban por debajo del umbral de pobreza.